# Német sör

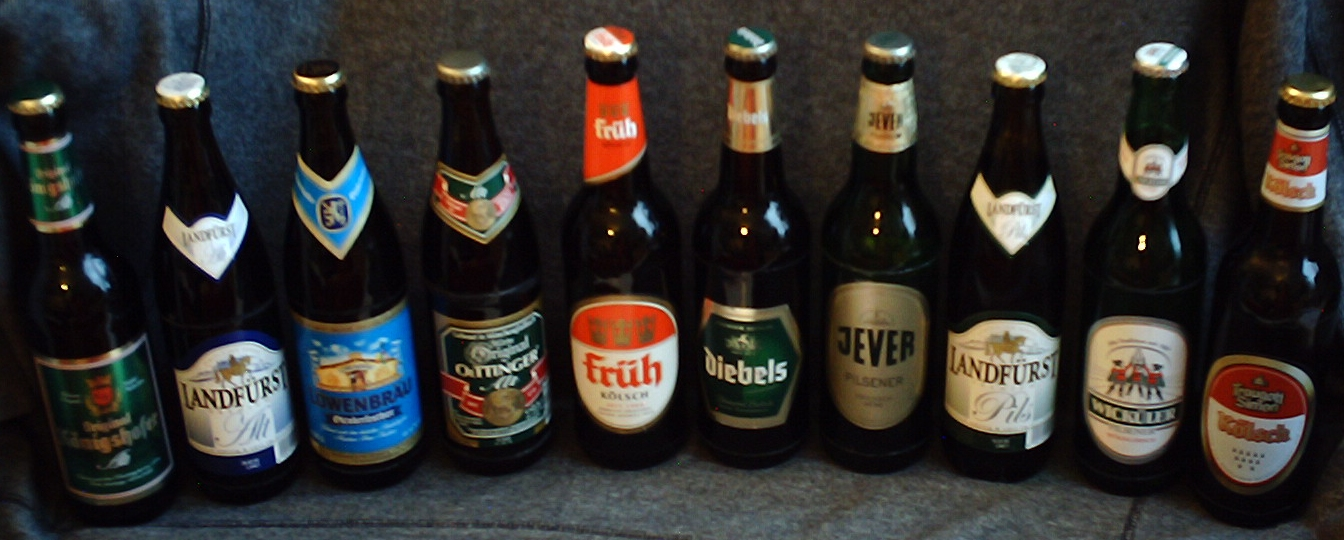
Néhány német sörfajta

A német sör (németül Deutsches Bier) sokféle sörfajtát jelenthet. Léteznek olyan fajták, amelyek csak helyenként kaphatóak, de országszerte elterjedtek is találhatóak. A sör a német kultúra fontos része. Összesen kb. 1300 sörgyár működik Németországban, ami több, mint minden más országban (kivéve az USA-t, ahol kb. 1500 van). 1988-as visszavonásáig a bajor tisztasági törvény (Reinheitsgebot) védte a német sörpiacot. 1993 óta a sörgyártást az Ideiglenes német sörtörvény szabályozza, amely a korábbinál többféle hozzávalót és adalékot engedélyez. A fejenkénti sörfogyasztás 2004-ben csak Csehországban és Írországban volt magasabb, mint Németországban.

## Története
Németországban először a bajorországi Geisenfeldben, 736-ban említettek egy különleges árpalét. 766-ban a világ első sörokmányával hitelesítettek egy szállást a szentgalleni kolostorban. A középkorban a kolostorok fontos szerepet játszottak a sörtermelésben. Sok ismert sörmárkát szerzetesrendek után neveztek el, mint például a Paulaner vagy a Franziskaner. Először csak Dél-Németországban termeltek sört, és csak később terjedt el egész Németországban.
1516-ban IV. Vilmos bajor herceg Ingolstadtban elrendelte a tisztasági törvényt, amely 1919 óta egész Németországban kötelező érvényű. A törvény szerint csak malátát, komlót és vizet szabad használni a sörkészítéshez. Amiben nincs árpamaláta, hanem búza vagy rozs, kötelezően felső erjesztésű főzésűnek kell lennie. A törvényt 1993-ban az „ideiglenes sörtörvénnyel” (Vorläufiges Biergesetz) aktualizálták.
1888-ban Münchenben zavargás tört ki, mert csekély mértékben felemelték a sör árát. Az úgynevezett Salvator-csatában (Salvatorschlacht) vendéglőkben randalíroztak a vendégek.

## Fajták és elterjedési területeik
A sör íze több tényezőtől függ. Fontos paraméterek az élesztés módja és a cefretartalom, amelyek az alapízt (németül Stammwürze) határozzák meg. A Stammwürze tartalmazza az erjesztés előtt a vízben kioldott malátát és komlót. Ha kevesebb a cefreanyag, akkor kevés lesz a malátacukor, fehérje, vitamin, és ezáltal kisebb a sör alkoholtartalma és a tápanyagértéke.
Az alsó erjesztésű élesztővel készülő sört 5–9 °C-os (mindenképp 10 fok alatti) hőmérsékleten erjesztik. Az alacsony szobahőmérséklet miatt kevesebb gomba és mikroba fejlődik ki. A felső erjesztésű élesztővel készülő sört 10–25 °C között erjesztik.

### Felosztás erjesztés szerint
A következő fajták megkülönböztető jele a használt élesztőfajta.

#### Alsó erjesztésű sörök
A használt élesztő (Saccharomyces carlsbergensis) az erjedés után alámerül a tartály fenekére. Ennek az eljárásnak hosszú érlelési idő kell, de így tartósabb lesz a felső erjesztésű sörnél.
- A lager típusú sörökhöz a pilseni és a Märzen („márciusi”) tartozik. Minden lager íze felerősödik a raktározás során. Az erjesztés és a raktározás ideje a felső erjesztésű sörök készítésénél hosszabb. Így tartósabb lesz és kevésbé keserű. Az alkoholtartalma 4–4,9% között változhat.
  - A pilseni[5] (németül Pils vagy Pilsener) a ma Csehországhoz tartozó Pilsen város[6] német neve után elnevezett lagerfajta. Országszerte csapolják. Németországban ebből a fajtából a Krombachernak a legnagyobb a piaci részesedése. Ezt követi a Bitburger és a Warsteiner.
  - A Märzen nevű lagert hideg pincékben raktározzák. Régebben a jéggel hűtött pincékben tovább elállt a sör, így télen is iható volt. A magasabb cefretartalom és az abból következő magasabb alkoholtartalom is hozzájárul az eltarthatósághoz. Általában ez az utolsó sör a tavasz előtt. Régebben csak szeptember 29. és április 23. között volt szabad sört főzni, a többi hónapban túl nagy volt a tűzveszély. Ráadásul nem volt még hűtőkészülék, ami ma lehetővé teszi a szükséges alacsony hőmérsékletet a meleg hónapokban is. Ma főleg Dél-Németországban és Ausztriában használják ezt a fogalmat olyan lagersörre, ami tulajdonképpen az export kategóriába tartozik. Az a sör, ami ma az Oktoberfesten kapható, nem igazi Märzen. Néhány sörgyár, amely Märzent termel: Stuttgarter Hofbräu, Badischen Staatsbrauerei Rothaus, Schlenkerla, Dinkelacker, Flötzinger, Aktienbrauerei Kaufbeuren.
- A Helles világos színű sör. Főleg Bajorországban főzik. Nincs pontos határ a Lager és az Export fajták között. Az alkoholtartalom 4,5–6% közti. Egy különleges sör a Festbier („ünnepi sör”), ami még fűszeresebb és erősebb. Egy példa a müncheni Oktoberfest alkalmából kimért Wiesnbier.
- Az Export is egy alsó erjesztésű, tartós sörfajta. Így már régebben lehetséges volt a kiszállítása a városokból, kivitelre főzték. A színe lehet világos vagy sötét is, az alkoholtartalom 5% fölött. Alfajtái például a müncheni és a dortmundi Export.
- A fekete sör (németül Schwarzbier) színe a sötét maláta miatt sötétbarna, az íze zamatos. Manapság világosabb színben is termelhető. Az alkoholtartalom 4,8–5% között változhat. Főleg Közép-Németországban állítják elő. A Köstritzer egy régi márka, amely a fekete sörök között ma is vezeti az eladási listát. További példák az Oettinger Schwarzbier vagy a Schwarzer Abt, amely régebbi, mint a tisztasági törvény, és cukrot tartalmaz. Ezért nem szabad sörként eladni. Az „Abt” azt jelenti: apát.
- A Zoigl és Hausbräu házi söröket Észak-Bajorországban főzik az úgynevezett Kommunbrauhausokban (községi házakban), amelyek gyakran a 14–16. században megalapított községi sörgyárak. Létezik egy olyan hagyomány, hogy magánszemélyek elviszik a sört, mielőtt az kész lenne, és otthon tartják még három hétig, amíg megérik. Ez az úgynevezett Hausbräu, amelynek a előállításához nem kell külön engedély.
- A Dunkles egy sötét sörfajta. A sör színe a használt maláta színétől függ. A sötét sört főleg Bajorországban isszák. A cefretartalom 11–13% közti, az alkoholtartalma 4,5–6%. Nincs pontos határ a sötét export sör és a sötét sör között. Néhány régióban Braunbiernek (barna sör) is hívják. A bajor sötét sört a müncheni főzésmód szerint készítik.
- A Zwickelbier, illetve Kellerbier (pincesör) egy szűretlen sör. Az úgynevezett „hideg érés” nélkül mérik ki. Ez a sör nem nagyon tartós. Például a következő sörgyárak főznek ilyen sört: Eichbaum, St. Georgen Bräu, Monchshof vagy Hacker-Pschorr.

#### Felső erjesztésű sörök
A használt élesztő (Saccharomyces cerevisiae) a klasszikus főzésmódnál felemelkedett. A modern eljárásnál alámerül, mint az alsó erjesztésű sörnél. A magasabb hőmérsékletnél több észter és alkohol fejlődik ki, így gyakran gyümölcsös aromája lesz a sörnek. 
- A búzasör, illetve Dél-Bajorországban fehér sör (németül Weizenbier vagy Weißbier) felső erjesztésű. Az alkoholtartalom 5–5,6% között mozog. Az íze fűszeres és erősebb a pilseninél. Főleg Dél-Németországban elterjedt. A búzasörből két fajta van: a kristály (szűrt) és a szűretlen. Németországban az alapanyagnak legalább a fele búzamaláta.
  - A Berliner Weiße a különleges előállítási módszere miatt enyhén savanyú. Az alkoholtartalma 2,8%, viszonylag alacsony. Ez a felső erjesztésű sör Berlinben kapható. A készítésénél az a különleges, hogy tejsavbaktériumokat (Lactobacillus delbrueckii) tesznek bele. Az eredmény egy szén-dioxidban dús, frissítő sör, amely több évig eltartható.
- Az ale erjesztése a lagernél rövidebb, és magasabb hőmérsékletnél történik. Általában alacsonyabb az alkoholtartalma. Melegebben szokták inni az alét, mint a lagert. Németországban két híres alefajtát főznek:
  - A keserű barna sör (németül Altbier). Vesztfáliában és Alsó-Szászországban a késő 19. századig az egyetlen ott termelt sör volt. A német neve azt jelenti, hogy „régi sör”, mert egy hagyományos előállítási módszerrel készült. Néha hibásan azt mondják, hogy a latin altus szóból jön, ami azt jelenti, hogy magas, azzal azt fejezve ki, hogy az élesztő az erjedés során a felszínre gyűlik. Ez a sör komlóízű. Az alkoholtartalma olyan, mint a pilseni (4,8%). Düsseldorfban és környékén isszák. Ilyen sörgyárak találhatók még Krefeldben, Mönchengladbachban, a Rajna alsó szakaszainál és Vesztfáliában.
  - Kölsch csak olyan sörnek lehet a neve, ami Kölnben főtt. 1985 óta működik egy Kölsch-egyezmény („Kölsch-Konvention”), ami meghatározza, hogy milyen sörnek lehet az a neve, hogy Kölsch. Ennek a sörnek tipikus keserű komlóíze van. Az alkoholtartalma 4,8%. A három legnagyobb sörgyár Reissdorf (kb. 650 000 hektoliter évente), Gaffel (kb. 500 000 hektoliter) és a Früh (kb. 440 000 hektoliter).
- A zabsör (Haferbier) zabmalátát tartalmaz. A zabot általában árpával keverik, mert zabbal önmagában nem lehet ízletes sört főzni.
- A porter Németországban egy alsó erjesztésű sör. A hagyományos német porternak 7–9% alkoholtartalma van, a cefretartalma 16–18% között, de ma könnyebb fajtákat 4–5% körül is előállítanak. Főleg a Keleti-tenger környékén népszerű. 1980 után csak az NDK-ban főztek portert. A rendszerváltás után lezárták a keleti sörgyárakat, néhány évig nem készítettek ilyen sört Németországban. 1998-ban a Hoepfner sörgyár újrakezdte a porter főzését. Angol nyelvű országokban viszont a porter általában egy felső erjesztésű, kb. 5% alkoholtartalmú sört jelent.
- A rozssör (Roggenbier) előállítása a tisztasági törvény után sokáig tilos volt, a rozs a kenyérgyártáshoz kellett. A 20. század óta a Thurn und Taxis sörgyár, amely ma a Paulanerhoz tartozik, újra főz rozssört. 1998-ban bevezették a Paulaner Roggen márkát. A cefretartalom 12,5% és az alkoholtartalom 5,3%. Sötét búzasörhöz hasonlít.
- A kősör (Steinbier) készítése folyamán forró köveket használnak, azokkal melegítik fel a cefrét, miközben a cukor a cefrében karamellé válik. A meleg köveket beleteszik a kádba, ahol a cukor feloldódik. Így erősen füstös íze lesz a sörnek.
- Tönkölybúzasört (Dinkelbier) ma főleg Dél-Németországban főznek. A tönkölybúza a modern búza elődje.
- Az Emmerbiert is hagyományos búzafajtából készítik. Az Emmer szó a kétszemű tönkebúzát (Triticum dicoccum) jelenti.  Manapság csak a Riedenburger Brauhaus Riedenburgban és a Hauf sörgyár Dentlein am Forstban főz ilyen sört.

#### Spontán erjesztésű sörök
A legrégibb módszer élesztő hozzáadása nélkül működik. Amikor még nem fedezték fel az élesztőt, egyszerűen megvárták, hogy a spórák, amelyek természetes módon előfordulnak a levegőben, belekerüljenek a kádba. Néhány példa:
- Gose
- Gueuze
- Jopenbier
- Kriek
- Lambic

#### Különlegességek
- A füstölt sör (Rauchbier) lehet alsó vagy felső erjesztésű. Az ízét a maláta füstölésével érik el.
- A fehér pilsenit (Weißbierpils) mindkét fajta élesztővel főzik. Először külön előállítják a fehér sört és a pilsenit, de az érés folyamán összekeverik a két sört.
- Alkoholmentes sör: csak 0,02–0,5% alkoholt tartalmaz, ami kb. ugyanannyi, mint a gyümölcslében. 2006 óta 0 százalékos sört is készítenek.[7] Volt alkoholistáknak nem ajánlott ennek a sörnek a fogyasztása sem, mert az íze visszaesést okozhat.

| Sörfajta német neve                      | Cefretartalom | Alkoholtartalom | Kép                                   |
| ---------------------------------------- | ------------- | --------------- | ------------------------------------- |
| Pilsener                                 | 12,5%         | 4,5–5%          | Egy Krombacher pilseni                |
| Märzen                                   |               | 5,2–6%          |                                       |
| Helles                                   | 11–13%        | 4,5–6%          |                                       |
| Export                                   | 12–14%        | > 5%            |                                       |
| Dunkles                                  | 11–13%        | 4,5–6%          | Paulaner sötétsör                     |
| Schwarzbier                              | > 11%         | 4,8 - 5%        | Fekete sör                            |
| Weißbier                                 | 11–14%        | 5–5,6%          | Egy szűretlen és egy kristály búzasör |
| Berliner Weiße                           | 7–8%          | 2,8%            | Berlini fehér sör                     |
| Altbier                                  |               | 4,8%            | Diebels egy tipikus Altbier üvegben   |
| Kölsch                                   | 11,3%         | 4,8%            | Kölsch-koszorú                        |
| Porter (hagyományos főzés Starkbierként) | 16–18%        | 7–9%            |                                       |
| Roggenbier                               | 12,5%         | 5,3%            |                                       |
| Starkbier                                | > 16%         | 16–18%          |                                       |

### Felosztás cefretartalom szerint
Adójogilag a sörfajták csak a cefretartalom szerint vannak felosztva:
- Einfachbiere: 1,5–6,9% cefretartalom
- Schankbiere: 7,0–10,9% cefretartalom
- Vollbiere: 11,0–15,9% cefretartalom
- Starkbiere: a cefretartalom legalább 16,0%.

Ezek a nagy alkoholtartalmú sörfajták (németül Starkbiere) helyenként elterjedtek. Az erjesztés lehet alsó vagy felső. A Starkbierből különböző fajták vannak, mint pl. a bak (Bock), dupla bak (Doppelbock), búzabak, jeges bak, füstölt sör és rozssör. Az általános baknak 16% alkoholtartalma van, a dupla baknak 18%. Természetes élesztővel maximálisan 12–13% alkoholtartalom érhető el. Ahhoz, hogy erősebb legyen a sör, vizet kell kivonni belőle. Például a jeges sör készítésénél fagyasztják a sört, és azután távolítják el a jeget. Így ezzel a módszerrel nem sértik a törvényt. Egy híres példa a Paulaner Salvator Doppelbock, de sok sörgyár van, főleg Bajorországban, ahol ilyen sört főznek.
- Biermixgetränke (italkeverékek sörrel): frissítőitallal, gyümölcslével, energiaitallal vagy különböző aromákkal kevert sör
- Lückenbier (hézagsör): olyan sörök, amelyeket csak 1993 óta szabad előállítani. Az új tisztasági törvény előtt meg volt határozva, hogy melyik sörfajtának milyen cefretartalma lehet. Csak négy kategóriát engedték meg: 0,0–2,5%; 5,0–7,0%; 8,0–11,0%; 14,0–16,0%. A ma érvényes adószabályozás mellett olyan söröket is szabad főzni, amelyeknek a cefretartalma a négy kategória között van.

## Fordítás
- Ez a szócikk részben vagy egészben  a   Deutsches Bier című német Wikipédia-szócikk fordításán alapul.  Az eredeti cikk szerkesztőit annak laptörténete sorolja fel. Ez a jelzés csupán a megfogalmazás eredetét és a szerzői jogokat jelzi, nem szolgál a cikkben szereplő információk forrásmegjelöléseként.

## Külső hivatkozások
- Német sörök és sörgyárak (magyar nyelven). (Hozzáférés: 2008. december 30.)